# Aural Planet
Aural Planet – polska grupa wykonująca muzykę elektroniczną oscylującą pomiędzy trance, goa i wieloma innymi gatunkami muzyki generowanej syntetycznie.
Powstała oficjalnie w 1997 roku, lecz jej członkowie dużo wcześniej udzielali się na demoscenie, często również komponując wspólne utwory. Członkowie grupy często komponują muzykę do gier.

## Skład
- Konrad Gmurek (KeyG)
- Jacek Dojwa (Falcon)
- Adam Skorupa (Scorpik)
- Radosław Kochman (Raiden)

## Dyskografia
- Lightflow (1997)
- Part: Second (2000)
- 5EX Engine (2002)
- Power Liquids (2003)
- Acoustic Plantation Releases (2004)
- Reworked (2004)